# 富田虎男
富田 虎男（とみた とらお、1928年 - 2016年6月11日）は、アメリカ史学者、立教大学名誉教授。

## 経歴
1952年東北大学文学部西洋史学科卒。1961年東京大学アメリカ研究センター助手、立教大学助教授、教授、1994年定年退任、名誉教授。

## ラナルド・マクドナルド研究
日本初のネイティブの公式英語教師で、聖公会会員でもあったラナルド・マクドナルドの研究を進め、その成果を1979年に『マクドナルド「日本回想記」―インディアンの見た幕末の日本―』として発刊した。その後、新しい資料を元に書き換え、1981年に補訂版、2012年に再訂版を発刊している。
マクドナルドを研究する「日本マクドナルド友の会」の会長も務め、マクドナルドが上陸した利尻島野塚岬にあるマクドナルド顕彰碑と彼を描いた小説「海の祭礼」の作者である吉村昭文学碑の建立を進め、1996年10月23日の除幕式では祝文を捧げた。

## 著書
- ジェファソン アメリカ独立革命 誠文堂新光社、1961. 歴史の人間像
- アメリカ・インディアンの歴史 雄山閣出版、1982.9、改訂版1997

## 共編著
- アメリカ史研究入門 清水知久、高橋章共著、山川出版社、1974.
- アメリカの歴史を知るための60章 鵜月裕典、佐藤円共編、明石書店、2000.12. エリア・スタディーズ
- 英米史辞典 松村赳共編著、研究社、2000.1.
- 北米 スチュアート・ヘンリ共編、明石書店、2005.5. 講座世界の先住民族 ファースト・ピープルズの現在

## 翻訳
- ジェファソンの民主主義思想 ソール・K.パドーヴァー編 有信堂「アメリカ思想史叢書」、1961
- 新国家の誕生 1775-1789 リチャード・B.モリス 合衆国の歴史. 第2巻 ライフ編集部編、時事通信社、1965
- 鋼鉄と蒸気の時代 1877年-1890年 バーナード・A.ワイズバーガー 合衆国の歴史 第7巻 ライフ編集部編 時事通信社 1966
- コミュニティ=その理想と現実 マーガレット・ミード、ムリエル・ブラウン 渡辺真治共訳、北望社、1970
- アメリカ・インディアン その文化と歴史 ウィルコム・E.ウォシュバーン 南雲堂「新アメリカ史叢書」、1977.5
- マクドナルド 日本回想記 インディアンの見た幕末の日本 ウィリアム・ルイス編／村上直次郎編 訳訂 刀水書房<刀水歴史全書> 1979.11、改訂版1981
- 民衆のアメリカ史（全3巻） ハワード・ジン TBSブリタニカ、1982、新版1993
- パウ・ハナ ハワイ移民の社会史 ロナルド・タカキ 白井洋子共訳、刀水書房<刀水歴史全書>、1986.1
- 一世 黎明期アメリカ移民の物語り ユウジ・イチオカ 篠田左多江共訳、刀水書房<刀水歴史全書>、1992.10
- 多文化社会アメリカの歴史 別の鏡に映して ロナルド・タカキ 監訳、明石書店、1995.11
- 多様性の国アメリカ 変化するモザイク ヴィンセント・N.パリーロ 明石書店、1997.8
- ブラック・ディアスポラ 世界の黒人がつくる歴史・社会・文化 ロナルド・シーガル 監訳. 明石書店「明石ライブラリー」、1999.6
- アメリカの歴史教科書問題 先生が教えた嘘 ジェームズ・W.ローウェン 監訳 明石書店「明石ライブラリー」、2003.12